# Nymphoides exiliflora
Nymphoides exiliflora är en vattenklöverväxtart som först beskrevs av Ferdinand von Mueller, och fick sitt nu gällande namn av Carl Ernst Otto Kuntze. Nymphoides exiliflora ingår i släktet sjögullssläktet, och familjen vattenklöverväxter. Inga underarter finns listade i Catalogue of Life.